# 優行聯盟
優行聯盟（英語：U-FLY Alliance）是一個於2016年1月18日正式成立的航空聯盟，航點主要遍佈東亞及東南亞。聯盟成員互相合作建立飛行網絡及航班接駁，以提升個別成員的競爭力。這除了是全球首個由低成本航空公司組成的聯盟，亦是2010年代繼香草聯盟第二家成立的航空聯盟。
然隨著發起人香港快運航空於2019年7月19日正式被屬於寰宇一家聯盟的國泰航空收購，其已再無提及優行聯盟的資訊。各聯盟成員官網原通往優行聯盟網站的連結已被移除，而優行聯盟之官方網站亦已告失效。2020年3月，原來的網站發佈新改版，並上傳新網誌，但不久該網址被挪至其他網站使用，而後網址失效，優行聯盟已無任何運作資訊。

## 簡介

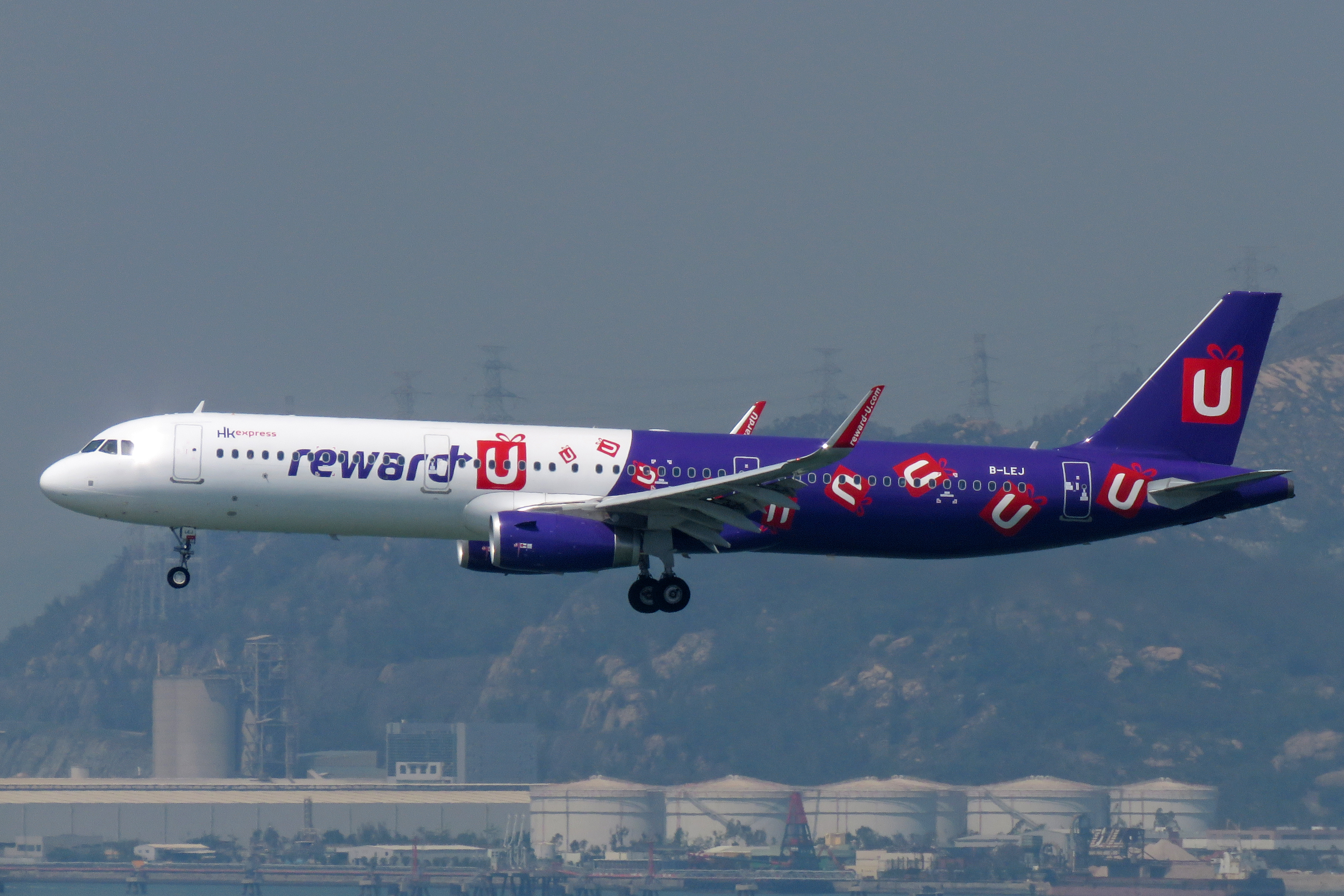
香港快運航空的一架空中巴士A321-200「優行聯盟」彩繪客機

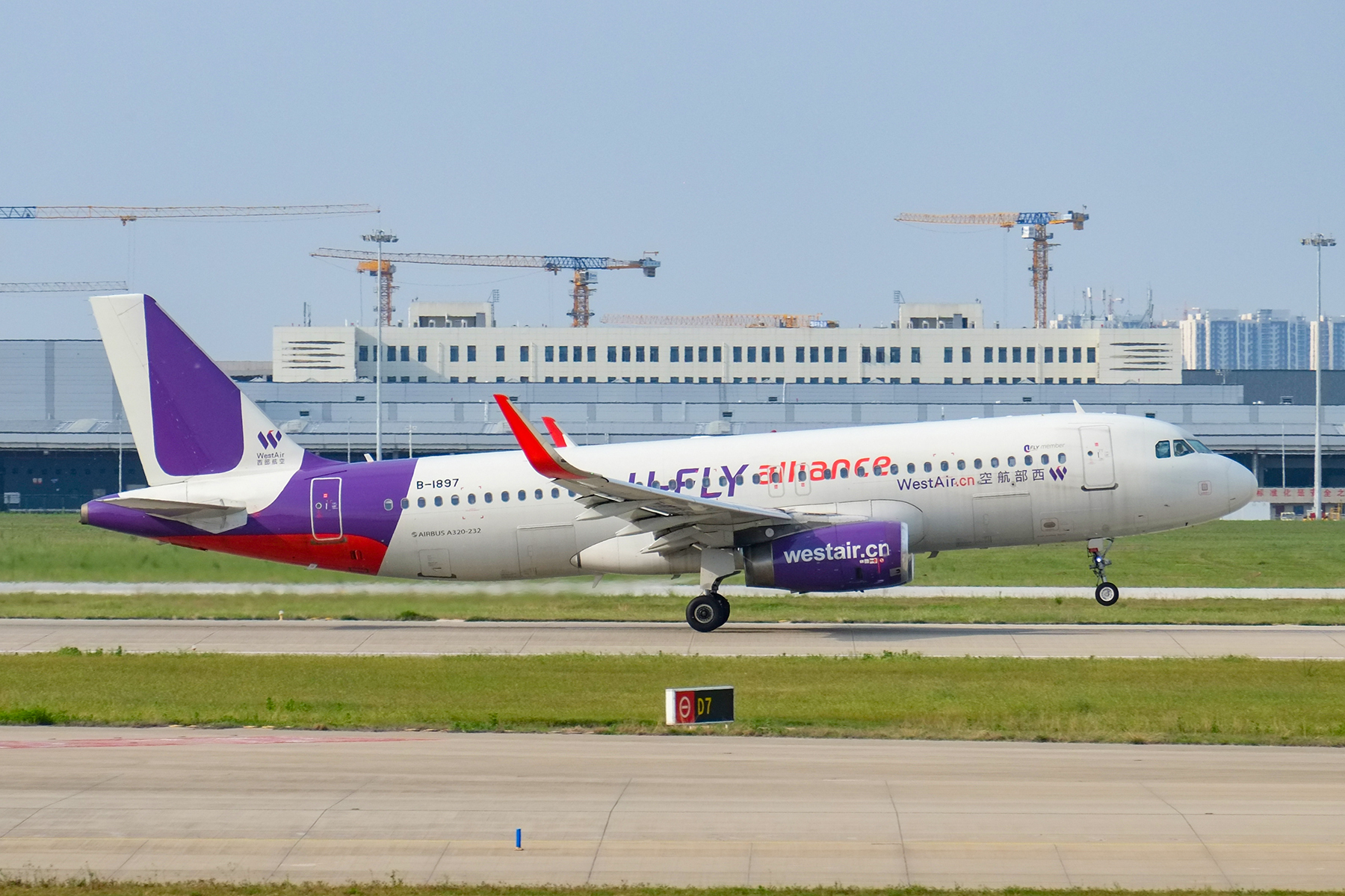
中国西部航空的一架空中巴士A320-200「優行聯盟」彩繪客機

優行聯盟於2016年在香港成立，與其他航空聯盟相比，優行聯盟以低成本航空公司組成，通過與其他低成本航空公司連接飛行網絡，提供低票價前往亞洲多個旅遊的目的地。

## 運作模式
聯盟強調由獨立的低成本航空公司組成，採取獨立管理和操作模式，並專注於各自的本土市場發展。聯盟是通過各低成本航空公司的合作，擴大航點版圖，為現有客戶及將來計劃暢遊亞洲各國的旅客提供更多低成本的旅遊機會。

### 聯盟成員及樞紐
聯盟初期由四間海航集團航空公司組成，同時積極尋求海航集團外的航空公司成為成員。。
| 聯盟樞紐：   | 聯盟樞紐：                |
| ------------ | ------------------------- |
| 成员航空公司 | 基地机场                  |
| 祥鵬航空     | 昆明長水國際機場          |
| 烏魯木齊航空 | 烏魯木齊地窩堡國際機場    |
| 西部航空     | 重慶江北國際機場          |
| 易斯達航空   | 濟州國際機場 仁川國際機場 |